# Lyksborg danske kirke
Lyksborg danske kirke er kirke for den danske menighed i  i Lyksborg, beliggende ved foden af Jomfrubjerget i Lyksborg nær Flensborg i det nordlige Tyskland. Menigheden hører under Dansk Kirke i Sydslesvig.
Kirken blev indviet i 2. søndag i advent, 5. december 1954. Før 2. verdenskrig samledes menigheden til gudstjeneste i private hjem.  

## Baggrund og historie
Da der hverken før eller efter afstemningen om den dansk-tyske grænse i 1920 blev opnået enighed om de kirkelige forhold, blev 'Den danske Menighed i Flensborg' oprettet i 1921. Meningen var at skabe mulighed for et menighedsarbejde med ordets forkyndelse og sakramenternes forvaltning på modersmålet; dvs. dansk. I forlængelse heraf opstod det følgende årti en række danske prædikesteder i omegnen af Flensborg. 
For Lyksborgs vedkommende betød det at en kreds af borgere første gang samledes til dansk menighedsmøde i 1927. Det førte til den første danske gudstjeneste i byen den 13. december 1930. Frem til 1945 samledes menigheden til gudstjeneste i private hjem.
Under den folkelige vækkelse umiddelbart efter 2. verdenskrig fik menigheden egen præst, der også betjente dansksindede i omegnen af Lyksborg.
Den første danske konfirmation i Lyksborg fandt sted i 1948 og blev holdt i en bygning hvor også den kommunale hest havde til huse. Hesten havde for vane at ledsage gudstjenesten med tramp i lergulvet, og ved den lejlighed undfangede byens elværksbestyrer Helmut Tönnies tanken om at bygge en dansk kirke. Hans overvejelser i den forbindelse var at hvor danskere er, dér er også den danske kirke, og den skal have gode ydre rammer ganske som i Danmark. Tönnies stod i spidsen for en komite, der indsamlede til kirkebyggeriet blandt de dansksindede i byen. De gav rundhåndet på trods af nød og fattigdom, så man allerede året efter kunne købe grunden hvor kirken skulle stå. Grunden havde indtil da tjent som tennisbane for beboerne i nabohuset; en villa tilhørende en gren af den tyske Krupp-familie. Selve byggeriet lod sig imidlertid ikke finansiere lokalt på trods af ihærdige anstrengelser. 'Dansk Kirke i Udlandet' (fra 1.1.2004: DSUK) arrangerede derfor dels en landsdækkende indsamling gennem Kristeligt Dagblad, og dels en indsamling i Nordslesvig. Da de nødvendige midler således blev indsamlet, blev kirken, en smuk, lille kirke i naturskønne omgivelser på Paulinenallé, opført. Den blev indviet den 5. december 1954, 2. søndag i advent. 

## Præster ved Den Danske Menighed i Lyksborg
- Hans Peter Waage Beck, 1938 - 1942 (Beck var i samme periode også præst ved den danske menighed i Tønning. Han forlod Sydslesvig i 1942 efter at Reichssicherheitshauptamt i Berlin inddrog hans opholdstilladelse, og han virkede som præst i Skagen fra august 1942 til sin pensionering i 1970).
- Martin Nørgaard, 1942 - 1946. Som landpræst cyklede Martin Nørgaard til Jaruplund, Lyksborg, Kobbermølle, Slesvig, Ladelund og Tønning for at holde gudstjenester, og titlen 'cykelpræst' fulgte ham igennem hele præstetiden.
- Frederik Nørgaard, 1946 - 1951
- Erik H. Knudsen, 1952 - 1956
- Hans Madsen, 1957 - 1960
- Vagn Fuglsang Damgaard, 1960 - 1977 (Feltpræst på Cypern 1969-1970. Feltpræst af reserven ved Slesvigske Fodregiment. Sognepræst ved Fredericia Trinitatis Kirke 1. juli 1977. Atter feltpræst på Cypern i 1983.)
- Werner Rudolf Matlok, 1977 - 2000
- Lotte Sandø Heftye, 2000 - 2012. Er nu præst ved Kollerup, Hjortdal og Fjerritslev sogne.
- Ruben Fønsbo, 2013 - 2020
- Birgitte Thun, 2021 -

## Eksterne links
- Wikimedia Commons har flere filer relateret til Lyksborg danske kirke
- Lyksborg danske kirke